# 禮讚歌詠
禮讚歌詠，是日本及澳洲純種競賽馬匹。生涯活躍於一哩賽事，曾於2020年勝出NHK一哩賽。

## 出賽前
2017年2月2日出生於北海道白老町白老牧場，成長途中於一口馬主俱樂部Silk Racing Co. Ltd.進行馬主募集，其後交由栗東訓練中心練馬師齊藤崇史訓練。

## 競賽生涯

### 2歲
2019年6月16日出戰阪神競馬場2歲新馬戰，由福永祐一策騎下成功奪得首勝。
其後出戰小倉兩歲錦標，雖然於直路跑出全場最快末腳，但因初段留得太後而未能超越前方賽駒，最終以第三完賽。
10月12日出戰公開賽紅葉錦標，採用居中戰術下成功於直路衝出，最終拉開後方馬匹1 1/2馬位獲勝。
12月15日出戰朝日盃未來錦標，比賽初段繼續採取居中戰術，然而本次比賽於直路未能發力衝出，最終以第八落敗。

### 3歲
2020年首戰爲藏紅花錦標，賽前獲得第三人氣。比賽開始前其突然於閘上內暴走，然而開閘後卻奇蹟地快閘率先衝出，騎師武豐見此情況決定指揮其領放，最終一放到底下再度奪得勝利。
其後出戰獵鷹錦標，雖然比賽途中佔據有利位置推進，但於直路上被追擊的紅暉熠熠超越，最終以1 1/2馬位差距落敗。
5月10日出戰NHK一哩盃，由於本場比賽有上年度最佳2歲雌馬拉丁城市、朝日杯未來錦標亞軍大成遠見、每日盃冠軍里見名言及新西蘭盃冠軍Luftstrom等強敵出戰，禮讚歌詠僅獲得第九人氣。比賽開始後，其隨即主動搶佔位置，於第二追趕前方的領放馬拉丁城市，兩駒一直維持領先至最後彎道。進入直路後，禮讚歌詠展開加速並迫近前方的拉丁城市，於最後150米成功超越對方佔先，後續繼續保持速度抵擋後方對手的追擊，最終成功以1 1/2馬位優秀爆冷地奪得首個分級賽冠軍。
入秋後其以富士錦標作爲起動戰，於直路中段被陳年美酒超越，最終以第二完賽。
然而其後出戰一哩冠軍賽，其完全未能發揮春季時的良好表現，最終以第十五大敗。

### 4歲
2021年年初雖然於絲路錦標跑獲一席季軍，但於其後的高松宮紀念因爲失速而以第十四大敗。
5月15日出戰京王盃春季盃，比賽途中保持於先頭位置推進，進入直路後隨即加速衝刺，於最後200米超越傳記傳頌取得領先，及後繼續保持速度抵擋後上的小俏皮的追擊，最終成功以頸位優勢壓贏對手取取得時隔1年的勝利。
然而於6月出戰安田紀念，但於直路處於不利局面而無法施展加速，最終以包尾第十四完賽。
放草過後於秋季仍然無法擺脫低潮，出戰人馬錦標、富士錦標及阪神盃分別獲得第十三、第八及第十一。

### 5歲
2022年年初陣營安排其遠征沙特阿拉伯，出戰1351草地短途錦標，於其中些微回勇跑獲一席第四的不俗戰績。
其後並未回國，而是前往阿聯酋出戰阿喬斯短途錦標，但於其中僅獲得第九。
回國後出戰京王盃春季盃劍指連霸，雖然於比賽初段保持於第二的位置推進，但進入直路後再度乏力下被後方賽駒超越，最終以第五完賽。
8月25日出戰夏日冠軍錦標，爲期首次出戰泥地賽事，比賽開始後其賽績搶佔位置領放，但通過第三彎道後便因爲體力不支不斷墮後，進入直路後進一步失速下以第十二完賽。
其後出戰富士錦標僅獲得第八，12月24日出戰阪神盃採用後上戰術下奮力追趕，最終獲得季軍。

### 6歲
2023年年初再度以1351草地短途錦標作爲首戰，但本次比賽未能跑出優秀表現下僅獲得第九。
3月再度前往阿聯酋，但本次以高多芬一哩賽爲目標，最終以第十一完賽。
回國後陣營宣佈將安排其轉籍澳洲，並以5月13日的京王盃春季盃作爲最後一場日本賽事，比賽途中雖然其於進入直路後率先加速衝出，但再度失速之下以第七完賽。
5月25日按照計劃取消日本中央競馬會的賽駒註冊並正式轉籍澳洲，但相關細節如所屬馬房及是否易主仍然有待公佈。
進入後半年，禮讚歌詠的去向正式公佈，所有權被賽馬公司玉龍馬業購入，同時進入澳洲練馬師華禮納馬房。
12月2月出戰其轉藉澳洲後的首戰表列賽達福敦錦標，由連達文策騎。比賽開始後，其保持於先頭約莫第五的位置，於比賽途中亦以次節奏行進。然而進入直路後，其受到高達60公斤負磅的影響，最終無法保持速度下比其他馬匹超越，以包尾第十二完賽。

### 7歲
進入2024年，禮讚歌詠的行蹤一度變得不明，唯一的資訊為曾於一場拍賣會上流拍。
6月2日，澳洲當地的媒體指出其經已退役入種，最終此消息於6月13日得到確認。

### 詳細賽績
| 日期       | 舉辦國家   | 馬場     | 距離   | 級別   | 賽事名稱         | 負重 | 騎師     | 馬號 | 出馬 | 名次 | 時間     | 頭馬（二馬）  |
| ---------- | ---------- | -------- | ------ | ------ | ---------------- | ---- | -------- | ---- | ---- | ---- | -------- | ------------- |
| 22/6/2019  | 日本       | 阪神     | 草1200 |        | 2歲新馬          | 54   | 福永祐一 | 7    | 8    | 1    | 1:10.7   | （Reinforce） |
| 1/9/2019   | 日本       | 小倉     | 草1200 | GIII   | 小倉兩歲錦標     | 54   | 武豐     | 3    | 14   | 3    | 1:10.6   | Meiner Grit   |
| 12/10/2019 | 日本       | 京都     | 草1400 | OP     | 紅葉錦標         | 55   | 李慕華   | 10   | 11   | 1    | 1:24.1   | （樂桃源）    |
| 15/12/2019 | 日本       | 阪神     | 草1600 | GI     | 朝日盃未來錦標   | 55   | 李慕華   | 16   | 16   | 8    | 1:34.0   | 戰舞者        |
| 1/2/2020   | 日本       | 東京     | 草1400 | OP     | 藏紅花錦標       | 56   | 武豐     | 9    | 10   | 1    | 1:21.2   | （大麥星）    |
| 14/3/2020  | 日本       | 中京     | 草1400 | GIII   | 獵鷹錦標         | 57   | 武豐     | 10   | 18   | 2    | 1:21.5   | 紅暉熠熠      |
| 10/5/2020  | 日本       | 東京     | 草1600 | GI     | NHK一哩賽        | 57   | 杜滿萊   | 11   | 18   | 1    | 1:32.5   | （拉丁城市）  |
| 24/10/2020 | 日本       | 東京     | 草1600 | GII    | 富士錦標         | 56   | 杜滿萊   | 11   | 12   | 2    | 1:33.6   | 陳年美酒      |
| 22/11/2020 | 日本       | 阪神     | 草1600 | GI     | 一哩冠軍賽       | 56   | 武豐     | 6    | 17   | 15   | 1:33.2   | 放聲歡呼      |
| 31/1/2021  | 日本       | 中京     | 草1200 | GIII   | 絲路錦標         | 57   | 杜滿萊   | 12   | 18   | 3    | 1:08.5   | 喜雅王        |
| 28/3/2021  | 日本       | 中京     | 草1200 | GI     | 高松宮紀念       | 57   | 杜滿萊   | 10   | 18   | 14   | 1:10.1   | 野田重擊      |
| 15/5/2021  | 日本       | 東京     | 草1400 | GII    | 京王盃春季盃     | 57   | 杜滿萊   | 10   | 17   | 1    | 1:19.8   | （小俏皮）    |
| 6/6/2021   | 日本       | 東京     | 草1600 | GI     | 安田紀念         | 58   | 杜滿萊   | 7    | 14   | 14   | 1:34.5   | 野田賢君      |
| 12/9/2021  | 日本       | 中京     | 草1200 | GII    | 人馬錦標         | 57   | 杜滿萊   | 3    | 17   | 13   | 1:08.2   | 拉丁城市      |
| 23/10/2021 | 日本       | 東京     | 草1600 | GII    | 富士錦標         | 57   | 杜滿萊   | 8    | 17   | 8    | 1:33.9   | 前人足跡      |
| 25/12/2021 | 日本       | 阪神     | 草1400 | GII    | 阪神盃           | 57   | 杜滿萊   | 4    | 18   | 11   | 1:21.3   | 攻必勝        |
| 26/2/2022  | 沙特阿拉伯 | 安都拉茲 | 草1351 | GIII   | 1351草地短途錦標 | 57   | 杜滿樂   | 6    | 14   | 4    | 1:18.68  | 前人足跡      |
| 26/3/2022  | 阿聯酋     | 美丹     | 草1200 | GI     | 阿喬斯短途錦標   | 57   | 杜滿樂   | 9    | 16   | 9    | 紀錄缺失 | 沉醉          |
| 14/5/2022  | 日本       | 東京     | 草1400 | GII    | 京王盃春季盃     | 57   | 杜滿萊   | 10   | 12   | 5    | 1:20.5   | 齊叫好        |
| 25/8/2022  | 日本       | 佐賀     | 泥1400 | JpnIII | 夏日冠軍錦標     | 58   | 杜滿萊   | 6    | 12   | 12   | 1:30.1   | Shamal        |
| 22/10/2022 | 日本       | 東京     | 草1600 | GII    | 富士錦標         | 57   | 菅原明良 | 12   | 15   | 8    | 1:33.1   | 秀逸小島      |
| 24/12/2022 | 日本       | 阪神     | 草1400 | GII    | 阪神盃           | 57   | 毛振鵬   | 3    | 18   | 3    | 1:20.3   | 全音階        |
| 25/2/2023  | 沙特阿拉伯 | 安都拉茲 | 草1351 | GIII   | 1351草地短途錦標 | 57   | 毛振鵬   | 4    | 13   | 9    | 1:18.41  | 猛獅闊步      |
| 25/3/2023  | 阿聯酋     | 美丹     | 泥1600 | GII    | 高多芬一哩賽     | 57   | 毛振鵬   | 9    | 14   | 11   | 1:39.79  | 獨行其道      |
| 13/5/2023  | 日本       | 東京     | 草1400 | GII    | 京王盃春季盃     | 58   | 岩田康誠 | 14   | 18   | 7    | 1:20.7   | 赤夢          |
| 2/12/2023  | 澳洲       | 考菲爾德 | 草1200 | L      | 達福敦錦標       | 60   | 連達文   | 1    | 12   | 12   | 紀錄缺失 | 勁麗蹄        |

## 退役後
退役後，禮讚歌詠成為了配種馬，於澳洲維多利亞州尤羅阿Larneuk Stud休養，在2024年開始配種，配種費為1萬1000澳元。首批子嗣將於2025年出生。首批子嗣可於2027年出賽。

## 血統簡介
父系實際影響爲日本賽駒，生涯戰績優秀，爲日本引入分級制後首匹勝出安田紀念的3歲馬，亦於2015年贏得佐治萊德錦標及於唐加士打一哩賽取得亞軍。祖父大震撼爲日本賽駒，爲日本賽馬史上第二匹無敗三冠馬，生涯出戰十四場賽事僅得兩場未能勝出，退役後配種成績亦極爲優秀。
母系Antiphona爲日本賽駒，生涯戰績不佳僅勝出一場賽事。外祖父Songandaprayer爲美國賽駒，生涯戰績優秀，曾勝出一級賽青春無限錦標。

### 血統表
| 父線：週日寧靜系（Halo系）        |                               |                  |                   |
| 種馬 實際影響 2008年（棗色）      | 大震撼 2002年（棗色）         | 週日寧靜         | Halo              |
| 種馬 實際影響 2008年（棗色）      | 大震撼 2002年（棗色）         | 週日寧靜         | Wishing Well      |
| 種馬 實際影響 2008年（棗色）      | 大震撼 2002年（棗色）         | 風中秀髮         | Alzao             |
| 種馬 實際影響 2008年（棗色）      | 大震撼 2002年（棗色）         | 風中秀髮         | Burghclere        |
| 種馬 實際影響 2008年（棗色）      | Tokio Reality 1994年（栗色）  | Meadowlake       | Hold Your Peace   |
| 種馬 實際影響 2008年（棗色）      | Tokio Reality 1994年（栗色）  | Meadowlake       | Suspicious Native |
| 種馬 實際影響 2008年（棗色）      | Tokio Reality 1994年（栗色）  | What a Reality   | In Reality        |
| 種馬 實際影響 2008年（棗色）      | Tokio Reality 1994年（栗色）  | What a Reality   | What Will be      |
| 繁殖雌馬 Antiphona 2008年（栗色） | Songandaprayer 1998年（棗色） | Unbridled's Song | Unbridled         |
| 繁殖雌馬 Antiphona 2008年（栗色） | Songandaprayer 1998年（棗色） | Unbridled's Song | Trolley Song      |
| 繁殖雌馬 Antiphona 2008年（栗色） | Songandaprayer 1998年（棗色） | Alizea           | Premiership       |
| 繁殖雌馬 Antiphona 2008年（栗色） | Songandaprayer 1998年（棗色） | Alizea           | Fancy Medallion   |
| 繁殖雌馬 Antiphona 2008年（栗色） | Snatched 2004年（栗色）       | Cat Thief        | 雷貓              |
| 繁殖雌馬 Antiphona 2008年（栗色） | Snatched 2004年（栗色）       | Cat Thief        | Train Robberey    |
| 繁殖雌馬 Antiphona 2008年（栗色） | Snatched 2004年（栗色）       | Christmas Star   | Star de Naskra    |
| 繁殖雌馬 Antiphona 2008年（栗色） | Snatched 2004年（栗色）       | Christmas Star   | Carols Christmas  |
| 雌系：號族：8-d                   |                               |                  |                   |
| 五代內近親交配：無                |                               |                  |                   |

## 命名由來
名字Lauda Sion（ラウダシオン）出自西西里王國神學家聖湯馬士·阿奎那为基督聖體聖血節所編寫的同名聖歌，聯想自母系Antiphona（於拉丁语中有轮唱的意思）的名字，香港則以「禮讚歌詠」作為翻譯。

## 外部連結
- 禮讚歌詠 netkeiba.com （页面存档备份，存于）
- 血統表 （页面存档备份，存于）